# Supernova 1181

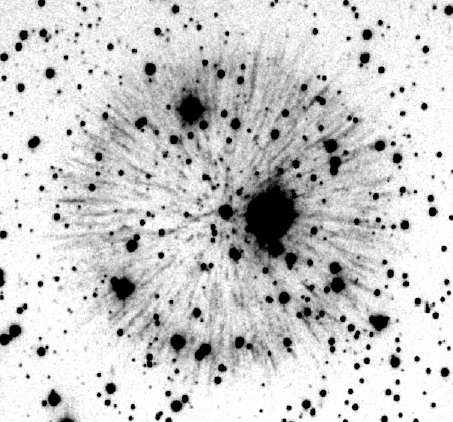
Aufnahme von Pa 30, dem vermutlichen Überrest der Supernova 1181

Die Supernova 1181 war vermutlich eine im Jahr 1181 von chinesischen und japanischen Astronomen im Sternbild Kassiopeia beobachtete galaktische Supernova. Sie erreichte eine Helligkeit von 0m und war sechs Monate sichtbar. 
Als Überrest wurde bis 2021 einzig der Nebel 3C 58 vermutet. Einige Studien weisen diesem jedoch ein zu hohes Alter zu. Andere Studien legen ein passendes Alter nahe.
Nach Veröffentlichungen aus dem Jahr 2021 und 2023 ist der am 25. August 2013 entdeckte Nebel Pa 30 und der im Zentrum des Nebels befindliche Typ WO Wolf-Rayet-Stern IRAS 00500+6713 (nach dem Entdecker auch Parkers-Stern genannt) der bessere Kandidat. Dieser Stern ist mit einer Temperatur von etwa 200.000 °C außergewöhnlich heiß. Der vom Stern abgegebene Sonnenwind erreicht eine Geschwindigkeit von 16.000 km/s und erzeugt im umgebenden Gas Stoßwellen, die sich wiederum mit mehr als 1000 km/s ausbreiten. Aus dem Emissionsspektrum des Sterns lässt sich schlussfolgern, dass dieser bei der Kollision zweier Weißer Zwerge entstanden sein muss und dabei eine Supernova des sehr seltenen Typs Iax auslöste. Bei dieser Kollision wurden große Mengen ihres Materials mit bis zu 1100 km/s ausgestoßen, die heute den Nebel Pa 30 bilden. Laut Schätzungen eines Teams um Vasilii Gvaramadze von der Lomonossow-Universität Moskau aus dem Jahr 2019 ist Parkers Stern zu massereich, um dauerhaft stabil zu sein. Die Forscher gehen davon aus, dass er in etwa 10.000 Jahren zu einem Neutronenstern kollabieren wird.

## Koordinaten
- Rektaszension: 00 h 53 m
- Deklination: +67°30'